# 代數式
代數式（英語：Algebraic expression）是指用基本的运算符号，例如加、减、乘、除、乘方、开方等，把数或表示数字的字母连起来的式子，即用字母表示常数或变量的表达式，其中也可包含数字。

## 分类
代数式在实数范围内分为有理式、无理式，其中有理式包括整式和分式，整式又包括单项式和多项式。

## 书写规则
- 数字相乘除必须写出得数。
- 数字和字母或是两个以上的字母相乘应并列写。例如“{\displaystyle 20}×{\displaystyle a}”应写成“{\displaystyle 20a}”。
- 数字和字母相除时应按照分数形式书写。例如“{\displaystyle {\frac {a}{4}}}”。
- 如数字出现非整的情况，则要写成最简分数，数值大于1则要写成假分数。

## 参阅
- 分数
- 表达式